# Saalekreis
Saalekreis là một huyện ở Saxony-Anhalt, Đức. 

## Lịch sử
Huyện đã được thành lập thông qua việc sáp nhập các huyện Merseburg-Querfurt và Saalkreis trong cuộc cải tổ năm 2007

## Thị xã và đô thị
| Thị xã tự do               | Đô thị tự do               |
| -------------------------- | -------------------------- |
| 1. Braunsbedra 2. Querfurt | 1. Kabelsketal 2. Schkopau |

| Verwaltungsgemeinschaften | Verwaltungsgemeinschaften | Verwaltungsgemeinschaften |
| --- | --- | --- |
| - 1. Bad Dürrenberg 1. Bad Dürrenberg1, 2 2. Nempitz 3. Spergau 4. Tollwitz - 2. Bad Lauchstädt 1. Bad Lauchstädt1, 2 2. Milzau - 3. Götschetal-Petersberg 1. Brachstedt 2. Götschetal1 3. Krosigk 4. Kütten 5. Morl 6. Ostrau 7. Petersberg - 4. Leuna-Kötzschau 1. Friedensdorf 2. Günthersdorf 3. Horburg-Maßlau 4. Kötschlitz 5. Kötzschau 6. Kreypau 7. Leuna1, 2 8. Rodden 9. Wallendorf 10. Zöschen 11. Zweimen | - 5. Merseburg 1. Geusa 2. Merseburg1, 2 - 6. Oberes Geiseltal 1. Mücheln1, 2 2. Oechlitz - 7. Östlicher Saalkreis 1. Braschwitz 2. Hohenthurm 3. Landsberg1, 2 4. Niemberg 5. Oppin 6. Peißen 7. Schwerz - 8. Saalkreis Nord 1. Brachwitz 2. Döblitz 3. Domnitz 4. Gimritz 5. Löbejün2 6. Nauendorf 7. Neutz-Lettewitz 8. Plötz 9. Rothenburg 10. Wettin1, 2 | - 9. Weida-Land 1. Albersroda 2. Alberstedt 3. Barnstädt 4. Esperstedt 5. Farnstädt 6. Nemsdorf-Göhrendorf1 7. Obhausen 8. Schraplau2 9. Steigra - 10. Westlicher Saalkreis 1. Beesenstedt 2. Bennstedt 3. Fienstedt 4. Höhnstedt 5. Kloschwitz 6. Lieskau 7. Salzmünde1 8. Schochwitz 9. Zappendorf - 11. Würde/Salza 1. Angersdorf 2. Dornstedt 3. Langenbogen 4. Steuden 5. Teutschenthal1 |
| 1thủ phủ của Verwaltungsgemeinschaft; 2town | | |